# Furth (Langenfeld)
Furth am Further Moor ist ein Ortsteil von Reusrath und Reusrath ein Stadtteil der Stadt Langenfeld (Rheinland)

## Geografie
Furth liegt am Südostrand des Further Moor genannten Moores an der Autobahn A 3, die die Grenze nach Leichlingen (Rheinland) bildet. Angebunden über asphaltierte einspurige Verkehrswege ist Furth mit dem im Südwesten liegenden Hapelrath. Über Hapelrath hinaus und an der Dückeburg vorbei mündet diese Anbindung in die Alte Schulstraße in Reusrath ein. Über einen Waldweg mit ebenfalls dem Namen Furth besteht ein Fußweg durch das Moor nach Immigrath. Weitere Fahrwege bestehen zur Trompeter Straße und über den Further Weg unter das A 3 hindurch nach Leichlingen. Erwähnenswert ist weiterhin der Hapelrather Bach, der das Gebiet um Furth herum mit entwässert.

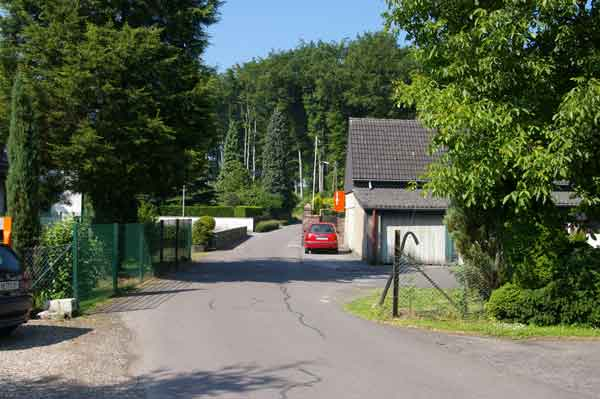
Further Weg in Furth
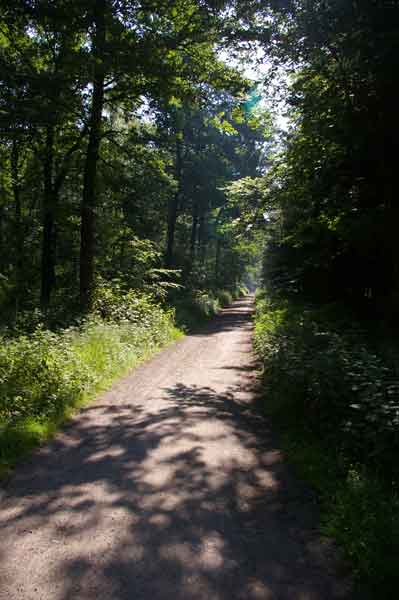
Die Furth im Further Moor
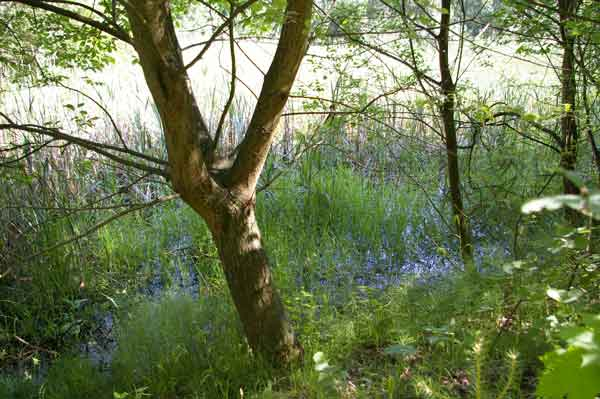
Blick ins Further Moor
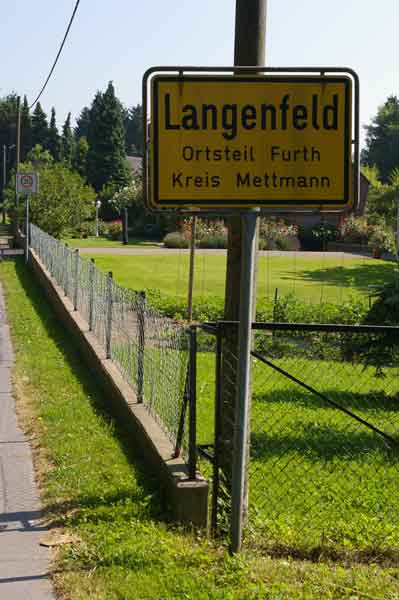
Ortseingang Furth

## Geschichte
Knochenfunde an der Knochenberger Brücke lassen nicht nur auf eine lange Besiedlung des Further Moores schließen. Urnenfunde in Immigrath geben möglicherweise Hinweis auf ein am Rand des Moores gelegenes Standlager der Römer, um aufständische Germanen in Schach zu halten. Dem Rheinischen Amt für Bodendenkmalpflege in Bonn sind auch einige Wüstungsstellen, Orte, an denen einstmals gesiedelt wurde, im Moor bekannt. Unbekannt ist aber, wann in Furth die ersten Siedler ihre Häuser errichteten. 
Zu den wenigen schriftlichen Zeugnissen: In einer Tabelle von 1816 wird die Ortschaft erstmals als eine Bauerschaft mit 14 Einwohnern erwähnt. Zuvor gehörte der Ort mit zu den Dückeburger Jagdgrenzen, wie es der Dückeburger Jäger Hansen „unter Eid“ um 1670 auf dem Weyerhof (heute Wüstungsstelle.) in Hapelrath aussagte. Damals ist von „Furth mit einem Vogelherd“ sowie einem „Stein mitten auf der Heide“ die Rede. Erst eine Karte von 1815 lässt auf zwei Häuser in Furth schließen. Aus einer Aktennotiz zu den Wegen Langenfelds aus dem Jahr 1839 ergibt sich, dass ihr Schreiber sich offenbar einen Fremden vorgestellt hat, als er feststellt, „...der von Landwehr auf besten Wegen bis zur Furth kommt, da er wie am Ende der Welt steht und nur schmale Nebenwege sieht...“. Ausweislich eines Protokolls befand noch 1908 die Schulkommission, dass es von den Mitgliedern nicht verlangt werden könne, so weite Wege wie etwa den nach Furth auf sich zu nehmen. Dennoch beweist eine Postkarte des Jahres 1920 bereits, dass das Further Moor Ausflüglern diente, denn in Furth wurde eine Gastwirtschaft mit Namen "Restaurant Waldesruh" betrieben. Als Besitzer wird ein August Peters bezeichnet, der die Wirtschaft neben seinem Rassegeflügelhof betrieb.

## Der Name Furth
Der Name Furth leitet sich mutmaßlich von Furt ab, denn durch das Further Moor führte nur ein einziger Weg von Immigrath nach Furth.